# Manuel Hernández García
Manuel Alejandro Hernández García (Cartagena, 24 agosto 1984) è un pilota motociclistico spagnolo ritiratosi dall'attività agonostica.

## Carriera
Seguendo le orme del padre omonimo che aveva già concorso nelle gare del motomondiale un ventennio prima, dopo aver corso nel campionato spagnolo e nel campionato Europeo della 125 dal 2002, esordì nel motomondiale 2003 nella classe 125 con una Aprilia RS 125 R correndo come wild card nel GP della Comunità Valenciana, raggiungendo il 27º posto in qualifica ma senza tuttavia prendere la partenza. In quell'anno ottenne anche il 3º posto nel Campionato spagnolo della 125 e il 7º posto nell'Europeo della ottavo di litro.
Il vero e proprio debutto viene pertanto rimandato all'anno successivo, sempre con la stessa moto, partecipando a 5 gare ma senza raccogliere punti. Nella stessa stagione fu di nuovo terzo nel Campionato spagnolo 125 e 14º nel campionato europeo della ottavo di litro.
Nel motomondiale 2005 prende parte a tutta la stagione sempre in sella ad una Aprilia del team Totti Top Sport - NGS, ad eccezione degli ultimi due GP corsi con una Honda RS 125 R del team Angaia Racing. Nella stagione 2006 continua con il team Nocable Angaia Racing tornando a guidare un'Aprilia, giungendo 28º al termine della stagione.
Nel 2007 partecipa a due gare in Superstock 1000 FIM Cup con una Yamaha YZF-R1 del team DBR Racing come pilota sostitutivo, senza ottenere risultati tali da consentirgli di guadagnare punti nella classifica piloti. Partecipa di nuovo sporadicamente alla stagione 2008 del motomondiale, questa volta nella classe 250 alla guida di un'Aprilia RSV 250 del team Blusens Aprilia, racimolando al termine dell'anno 5 punti.

## Risultati nel motomondiale

### Classe 125
| 2003 | Classe | Moto    |  |  |  |  |  |  |  |  |  |  |  |  |  |  |  |    |  | Punti | Pos. |
| ---- | ------ | ------- |  |  |  |  |  |  |  |  |  |  |  |  |  |  |  | -- |  | ----- | ---- |
| 2003 | 125    | Aprilia |  |  |  |  |  |  |  |  |  |  |  |  |  |  |  | NP |  | 0     |      |

| 2004 | Classe | Moto    |  |     |  |  |    |  |  |  |  |  |    |    |  |  |  |    |  | Punti | Pos. |
| ---- | ------ | ------- |  | --- |  |  | -- |  |  |  |  |  | -- | -- |  |  |  | -- |  | ----- | ---- |
| 2004 | 125    | Aprilia |  | Rit |  |  | 24 |  |  |  |  |  | 23 | 18 |  |  |  | 25 |  | 0     |      |

| 2005 | Classe | Moto            |    |    |     |    |    |    |    |    |     |    |    |    |    |     |    |    |    | Punti | Pos. |
| ---- | ------ | --------------- | -- | -- | --- | -- | -- | -- | -- | -- | --- | -- | -- | -- | -- | --- | -- | -- | -- | ----- | ---- |
| 2005 | 125    | Aprilia e Honda | 10 | 15 | Rit | 14 | 13 | 26 | 17 | NE | Rit | 23 | 20 | 19 | 24 | Rit | 22 | 25 | 19 | 12    | 24º  |

| 2006 | Classe | Moto    |    |    |    |    |    |    |    |    |     |    |    |    |    |     |    |    |    | Punti | Pos. |
| ---- | ------ | ------- | -- | -- | -- | -- | -- | -- | -- | -- | --- | -- | -- | -- | -- | --- | -- | -- | -- | ----- | ---- |
| 2006 | 125    | Aprilia | 18 | 19 | 18 | 21 | 22 | SQ | 14 | 18 | Rit | 28 | NE | 14 | 22 | Rit | 24 | 24 | 21 | 4     | 28º  |

| Legenda | 1º posto        | 2º posto            | 3º posto            | A punti      | Senza punti        | Grassetto – Pole position Corsivo – Giro più veloce |
| Legenda | Gara non valida | Non qual./Non part. | Ritirato/Non class. | Squalificato | '-' Dato non disp. | Grassetto – Pole position Corsivo – Giro più veloce |

### Classe 250
| 2008 | Classe | Moto    |     |    |  |  |  |  |  |  |  |  |    |  |    |    |    |     |    |    | Punti | Pos. |
| ---- | ------ | ------- | --- | -- |  |  |  |  |  |  |  |  | -- |  | -- | -- | -- | --- | -- | -- | ----- | ---- |
| 2008 | 250    | Aprilia | Rit | 14 |  |  |  |  |  |  |  |  | NE |  | 13 | AN | 19 | Rit | 16 | 16 | 5     | 23º  |

| Legenda | 1º posto        | 2º posto            | 3º posto            | A punti      | Senza punti        | Grassetto – Pole position Corsivo – Giro più veloce |
| Legenda | Gara non valida | Non qual./Non part. | Ritirato/Non class. | Squalificato | '-' Dato non disp. | Grassetto – Pole position Corsivo – Giro più veloce |